# 横綱土俵入り
横綱土俵入り（よこづなどひょういり）は、大相撲の最高位である横綱が本場所の幕内取組前や巡業先などで行う土俵入りである。片屋入り（かたやいり）とも呼ばれる。

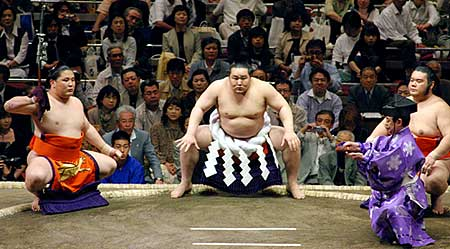
朝青龍明徳の横綱土俵入り（左が太刀持ち、右が露払い）

## 概説
関取の土俵入りは、十両および幕内は東方、西方がそれぞれ全員で行うが、横綱は幕内土俵入りの最後に単独の土俵入りを行う。

### 動作
幕内土俵入り（大関以下）が東西両方で終わった後に呼出が土俵を掃き清める。立呼出および立行司に先導され、純白の綱を腰に締めた横綱が、露払い（つゆはらい）と太刀持ち（たちもち）を従えて入場する。
土俵下で左から順に太刀持ち、横綱、露払いの順に並んで同時に土俵に上がり、横綱は柏手を打つ。横綱が土俵中央に進み出て、正面を向いて再び柏手を打ち、右足→右足→左足の順に四股を踏む。この時観客から「よいしょ!」と掛け声が飛ぶ。土俵の上り口で再び柏手を打ち、全員一礼の後、退場する。
以上一連の動作をその日出場している横綱全員が順番に行い、場内は中入りに入る。
露払いと太刀持ち
関脇以下の幕内力士の中から2名を選ぶ。通常横綱と同じ相撲部屋の力士が優先され、同部屋でそろわない場合は、同じ一門、稀に一門外から選出する。
大銀杏が結えない場合は露払い・太刀持ちも務めることが出来ない。ただし本場所以外では2013年6月に徳島県徳島市の忌部神社で行われた白鵬の奉納土俵入りにおいて、当時大銀杏を結えなかった大喜鵬将大が露払いを務めている。
横綱、露払い、太刀持ちの三者の間で当日対戦がある場合、昭和期までは特に意識されることなくそのまま務めていたが、平成期以降は務めることができず、必然的に露払い、太刀持ちのいずれかを他の力士が担当することになる。
行司と呼出
行司は立行司である木村庄之助・式守伊之助が務めるが、庄之助・伊之助が不在の場合には三役格行司が務める。呼出では立呼出および副立呼出が務めるが、これについても不在の場合は三役呼出が務める。
順番
- 本場所で横綱が2人出場し立行司が庄之助・伊之助ともいる場合は、奇数日目は東横綱から、偶数日目は西横綱から先に登場し、行司はいずれの場合も庄之助→伊之助の順に登場する。
- 本場所で横綱1人のみの出場で、立行司が庄之助・伊之助ともいる場合は、奇数日は庄之助、偶数日は伊之助が先導を務める。
- 3横綱が在位・出場し、立行司・立呼出・副立呼出も揃っている場合は、2人までと異なり、以下のように順序が複雑となる（6日で一巡）。場所の終盤では東横綱同士の対戦があるため、それに伴う変更も生じる。
  - 初日：横綱は東正横綱→西横綱→東2番目の横綱（以前の張出横綱）、行司は庄之助→伊之助→庄之助、呼出は三日目まで立呼出→副立呼出→立呼出
  - 二日目：横綱は西横綱→東2番目の横綱→東正横綱、行司は庄之助→伊之助→伊之助
  - 三日目：横綱は東2番目の横綱→東正横綱→西横綱、行司は庄之助→庄之助→伊之助
  - 四日目：横綱は初日と同じ順序、行司は伊之助→庄之助→伊之助、呼出は五日目まで副立呼出→立呼出→副立呼出
  - 五日目：横綱は二日目と同じ順序、行司は伊之助→庄之助→庄之助
  - 六日目：横綱は三日目と同じ順序、行司は伊之助→伊之助→庄之助、呼出は副立呼出→副立呼出→立呼出
  - 七日目～十一日目：初日～五日目と同じ。
  - 十二日目：横綱は三日目・六日目と同じ順序、行司は六日目と同じ順序、呼出は立呼出→副立呼出→立呼出
  - 十三日目：初日と同じ。
  - 十四日目[注釈 8]：横綱は西横綱→東2番目の横綱が西から登場→東正横綱、行司は庄之助→庄之助→伊之助、呼出は立呼出→副立呼出→立呼出
  - 千秋楽：横綱、行司、呼出とも初日と同じ。

### 雲龍型と不知火型

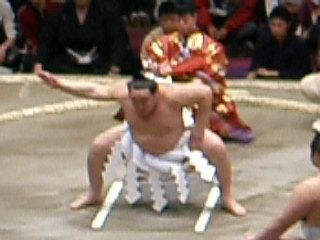
雲龍型の土俵入り（朝青龍明徳）

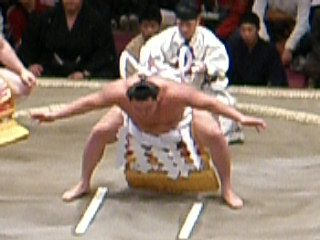
不知火型の土俵入り（白鵬翔）

横綱土俵入りの型は「雲龍型（うんりゅうがた）」と「不知火型（しらぬいがた）」の2種類が存在し、それぞれ雲龍久吉と不知火光右衛門が行っていた土俵入りの型を起源として伝えられたものとされ、綱の締め方やせり上がりの型に差異があるのが特徴である。しかし実際には、四股を踏む前の掌を返す時の構えなどの細部で、指導する親方や横綱自身のアレンジなどによって動作が異なっており、完全には2つの型に集約できないのが実状である。10代二子山（初代若乃花）が大乃国康の土俵入り（どちらも雲龍型）の所作の確認中に「好きにやれ。横綱がやれば、それが横綱土俵入りだ」と助言したことがある。また現在の「雲龍型」と「不知火型」は、その呼称が逆であるという指摘もある（後述参照）。
大まかな型の違いとしては1回目で四股を踏んだ後、せり上がりの時に右手のみを伸ばすのが雲龍型、両手を伸ばすのが不知火型である。雲龍型は梅ヶ谷藤太郎（2代）が、不知火型は太刀山峯右エ門がそれぞれ完成させたとされる。また、綱の締め方は雲龍型は輪を1つ、不知火型は輪を2つで締めており、不知火型用の綱が重い。
型の選択は、横綱本人の希望よりも、所属する一門の別に左右されることが多い。出羽海一門・高砂一門・時津風一門は全員雲龍型、伊勢ヶ濱一門は全員不知火型を選択、二所ノ関一門は混在しているが雲龍型の例が多い。横綱全体での選択率は雲龍型が高い（歴代横綱の土俵入りの型は「横綱一覧」を参照）。なお不知火型は13代鳴戸の死後白鵬翔が21代間垣の襲名まで10年に渡りこの型を選択した横綱の親方が9代伊勢ヶ濱しかおらず、型の断絶が危惧されていた。

#### 「不知火型は短命」というジンクス
永らく、「不知火型の横綱は短命」というジンクスがあった。昭和から平成中期まで、一般に「大横綱」といわれる栃木山守也・双葉山定次・大鵬幸喜・北の湖敏満・千代の富士貢・貴乃花光司・朝青龍明徳はいずれも雲龍型横綱である。
一方、不知火型も型を完成させた太刀山は大正の大横綱で、次いで不知火型を選択した羽黒山政司も戦前から戦後にかけて長期間活躍していた。しかし、これに続く吉葉山潤之輔は、横綱昇進時33歳と高齢で休場がちとなり「悲運の横綱」と評され、さらに続く玉の海正洋の昇進時にある相撲記者が「不知火型は短命というジンクス」と表現し、その玉の海が在位10場所で現役死したことで、以後不吉とされることが多くなってしまった。
その後も、琴櫻傑將が不知火型の保存の意味も込めて選択したとされるが、昇進時すでに33歳で在位9場所（引退場所を除くと8場所）、次いで不知火型を選択した隆の里俊英も昇進時31歳で在位15場所に終わった。双羽黒光司は23歳で昇進したがトラブルにより一度も幕内優勝を果たせず廃業（在位9場所、引退場所を除くと8場所）したため、不知火型のマイナス面をさらに強めてしまった。平成に入ってからも旭富士正也（在位9場所）と若乃花勝（在位11場所）が不知火型を継承するも、両力士揃って横綱昇進後2年足らずで引退するなど短命であった。
しかし、2007年に横綱昇進を果たした白鵬翔が旧・立浪一門として不知火型を選択し、横綱の在位は84場所、幕内最高優勝は45回、連勝も双葉山の69連勝に次ぐ63連勝を記録するなど横綱として数多の大相撲史に残る記録を更新する大横綱となった。次いで2012年に昇進した日馬富士公平（在位31場所）は優勝9回を果たし、2021年に昇進の照ノ富士も在位21場所ながら優勝10回の実績を残すなど、不知火型＝短命に終わるという流れを払拭した。
ただし、短命ジンクスには諸説ある（明治時代初期に活躍した大坂相撲の横綱・不知火光五郎があまりの強さから妬まれて毒殺され、その怨念があるという説や羽黒山の横綱在位12年3か月と比べれば白鵬以外の横綱はすべて羽黒山よりも短命であるなど）。また、短命ジンクスに関係なく、玉の海が昇進するまでの間に「攻撃のみの不知火型の横綱土俵入りは邪道だ」という彦山光三の考え（後述）が広まったこともあって、正統派でないというレッテルを貼られた不知火型を選択する横綱が単に現れなかったとする説もある。

### 両方の型を経験した横綱
1人の横綱が雲龍型・不知火型両方を使い分けた例はないが、例外措置としてもう一方の型を選択した例が2例ある。
雲龍型の土俵入りをしていた北の富士勝昭は1971年8月、A班・B班の2班体制で行われていた巡業においてA班の班長として参加していたが、B班班長として巡業を回っていた玉の海正洋が急病（虫垂炎）により休場との報を受けて急遽B班の巡業先であった秋田県に合流し、土俵入りをすることになった。しかし、急な話だったために自らの雲龍型の綱が入った明荷が間に合わず、巡業先に置かれたままであった玉の海の不知火型の綱を締めて異例の形で不知火型の土俵入りを行った。北の富士は不知火型を選択しない高砂一門の横綱であり、一門としても唯一の不知火型経験者である。
不知火型の土俵入りをしていた白鵬は、2011年12月に双葉山生誕100周年を記念して双葉山の出身地である大分県宇佐市の宇佐神宮で行われた奉納土俵入りで、双葉山に敬意を表するために、自分の不知火型用の綱を切り、雲龍型用の長さに調節した横綱を締めて双葉山と同じ雲龍型で横綱土俵入りを行った。

### その他の型
現在では「雲龍型」「不知火型」と呼ばれる2種類しか土俵入りの型が用いられていないが、古くはそれらとは異なる型が存在した。現在の型は明治後期（2代梅ヶ谷と太刀山）に確立したものとされているため、その前には古い型の土俵入りが存在したことは確実である。例えば、不知火光右衛門や大砲万右衛門は雲龍型に近いせり上がりを行なった後で両腕を広げ、常陸山は拍手の直後に両手を広げていた。
また、それ以前の映像がない時代の横綱については、実見することは不可能だが、現在見られるものとは全く異なるものと思われるものも少なくない。ただし、後継者が存在せず現在に伝わっていないため、推測の域を出ない。中でも不知火諾右衛門については、綱姿で両腕を広げた錦絵が常陸山型の土俵入り（柏手の直後に両手を広げる型）を認める根拠にされたともいわれ、今でいう不知火型の元祖だといわれたこともあったが、土俵入りのどの部分を描いたのか判明しておらず、錦絵のための特殊な構えの可能性もある（現在でも優勝額や銅像において、本来は綱を締めて行なわない構えを用いることがある）ため、結論は出ていない。
横綱が番付に記載されない名誉称号とされていた時代には、綱の締め方も今とは異なっており、右に輪を作り綱の両端を左に出す（あるいはその左右逆）「片輪結び」となっていた。現在に残る錦絵によれば、江戸時代の横綱は全員この締め方で、現在のように正面の部分を太くした綱ではなく、正面と結び目でさほど太さの変わらない綱を用いていた。後に現在に見られる締め方が登場すると、片輪結びは用いられなくなり、大正の末に横綱免許を獲得した3代西ノ海嘉治郎がこの締め方を復活させているが、これを最後にこの型で締めた横綱はいない。
谷風・小野川の横綱土俵入りは、十両以上の集団土俵入りの四股踏みを原型に、吉田司家が見栄えよくアレンジしたものと言われている。四股を踏み前に右手を伸ばすのは、バランスを取るための自然な動作であったと見られている。決まった作法はなかったようであり、せり上がりもなかったと推測される。式守蝸牛が著した「相撲隠雲解」（寛政5年）には横綱土俵入りについて「土俵に出て手を二つ打つ。これは乾坤陰陽和順の意味である。次に足を三つ踏む。これは天地人の三才、如仁勇の三得に擬するもので、合わせて五つは、木火土金水、仁義礼知勇の五常に備える（後略）」と記述されており、当時は横綱土俵入りの基本が四股踏みと柏手にあったことが読み取れる。

### 綱打ち
横綱が締める綱を作る作業を、現代では綱打ち（つなうち）と称し、基本的には横綱昇進時並びに東京場所の開催前に行う。かつては綱撚り（つなより）とも呼ばれていた。
綱の材料には基本的に木綿の布、麻、銅線が使われ、麻は事前に部屋の力士が総出で一日がかりで揉み込み、柔らかくほぐされる。綱打ち当日はまず銅線を芯として周囲にほぐした麻を配したものを木綿の布（通常は白、還暦土俵入りの場合のみ赤）で巻き、細い綱を3本作ったうえで、掛け声と太鼓に併せてその3本の綱を撚り合わせ、太い綱に仕上げていく。撚り合わせは部屋の力士だけでは人数が不足することが多く、同じ一門に属する他部屋の力士も動員しての作業となる。綱が撚り上がると、実際に横綱の体に合わせて綱を締める作業、土俵入りの型に合わせて輪を作る作業などが行われ、最後に綱の正面部分に紙垂を挟んで完成となる。
綱打ちにはテレビ局やスポーツ新聞の取材が入ることが多いほか、近年ではYouTubeやInstagramなどでその模様が配信されることも多い。

## 横綱土俵入りの虚説
横綱土俵入りに関する説明について、報道あるいは花相撲における綱締め実演の解説などにおいて取り上げられる内容が、実際は歴史的に正しくないことがしばしば指摘されている。これらの虚説流布に影響を及ぼしたのが、戦前から戦後にかけて相撲故実の権威だった彦山光三である。

### 雲龍型と不知火型の呼称逆転
雲龍型は「せり上がりで左手を胸に当て右手を伸ばす」、不知火型は「せり上がりで両手を伸ばす」、という区別が戦前から定着しているが、この呼称があべこべと指摘されることがある。
モチーフである不知火光右衛門の土俵入りには好角家の丸上老人の証言があり、それによると「腰を落として左手をワキに当てて右手を伸ばしてせり上がる」という動作（現在の雲龍型）をしている。ただし、その後に「立ったところで両手を広げた」という形を示しており、終わりの場面だけを見れば現在の「不知火型」ともなるため、全体の流れとしては現在に残る2つの型のどちらにも当てはまるものではなく、むしろこの他の型が存在していたことを裏付けている（前述参照）。

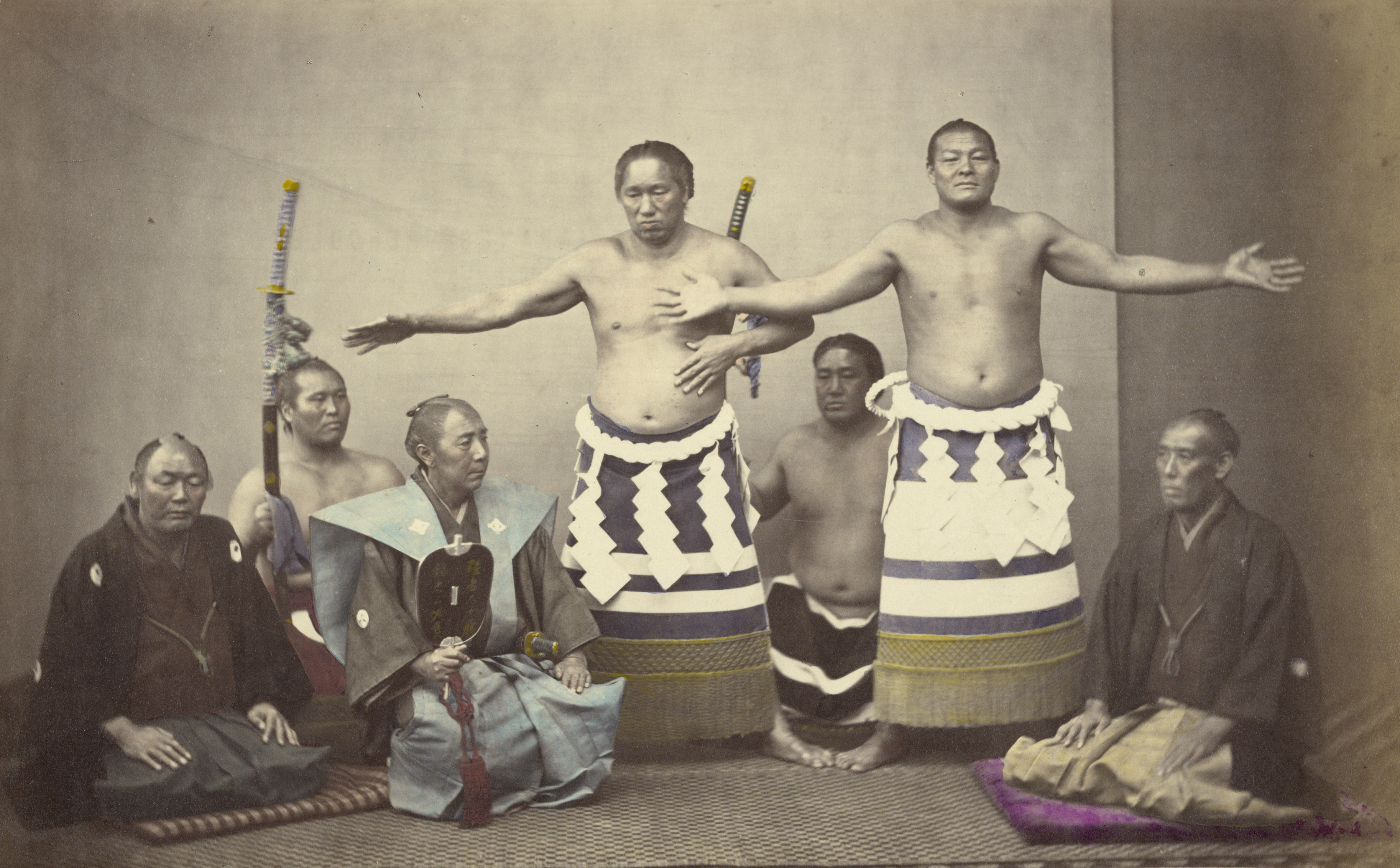
左、不知火光右衛門の構えは現在の雲龍型。右、鬼面山谷五郎の構えは不知火型

しかし、1869年の撮影と推定される不知火と鬼面山谷五郎が並んで土俵入りのポーズを取っている写真では、不知火が左手を胸に当て右手を伸ばしており（雲龍型）、鬼面山が両手を広げている（不知火型）。鬼面山が実際に、最初から両手を広げてせり上がったかは不明だが、少なくとも不知火の方は前述の証言と、この写真からしても現在の「雲龍型」に近い型であったことがわかる。さらに、太刀山（不知火型）が横綱となった際に、16代木村庄之助から土俵入りを勧められ、「横綱雲龍、即ち後の追手風になった人の型です」と発言している。また当時の相撲雑誌で、鳳谷五郎（雲龍型）については「梅ヶ谷同様不知火の型に則って」と報じられている。太刀山が横綱昇進を果たした直後の新聞や雑誌の報道ではほとんどが雲龍型と報じていたが、東京日日、やまとの2紙だけは、ある行司が適当に口走ったことを真偽も確かめずに「不知火光右衛門の型」と掲載した。
このように、太刀山本人が「雲龍型」とする発言とは関係のないところで「不知火型」という報道も為され、認識が一定しない事態を招くことになった。ところが彦山光三が戦前から戦後にかけて、太刀山と同じ型を継承した羽黒山（1941年）と吉葉山（1954年）について「不知火型」と断定し、新聞や雑誌に書き広めたのをきっかけとして、この呼称が定着していった。
この過程では相撲博物館初代館長の酒井忠正があべこべ説を提唱し、論争に発展した。彦山は、不知火光右衛門の師匠である不知火諾右衛門の錦絵に描かれた、両手を広げている姿が「せり上がり」であるから、これが「不知火型」であると主張。これに対し酒井は（前述のように）「せり上がって立った後に両手を広げる」例もあり、ゆえに錦絵の一場面のみでせり上がりの形を断定することはできないと反論したが、彦山は緻密な論証を成さぬままに、不知火諾右衛門が初めから両手でせり上がったとする自説を押し通した。争いを好まない酒井が論争から退いたために、そのまま彦山説が一般化してしまった。
このように、彦山説が一般に流布された結果、「雲龍型」と「不知火型」は戦前までの証言や報道とは呼称が逆のものとなり、今日に定着している。その後もたびたびこの2つの型が「逆転」していると指摘されることはあるが、マスコミや日本相撲協会にも修正する動きは見られない。
しかし、不知火のように右手を広げてせり上がり、立ってから両手を広げるという動作は大正時代以降の横綱土俵入りにはないものであり、また雲龍が太刀山と全く同様、初めから両手を広げてせり上がったという確証も得られていない。さらには太刀山時代にメディアを二分するほど混乱していることや、羽黒山以降の呼称逆転論争が不十分であることなどもあり、現在残っている2つの型を「雲龍型」「不知火型」と呼ぶこと自体がしばしば疑問視されている。ゆえに、現在に伝わる型を確立した2人の横綱から、「梅ヶ谷型」（=「雲龍型」）、「太刀山型」（=「不知火型」）と呼ぶのが正確ではないかという指摘もある。

### せり上がりの意味づけの誤り
雲龍型は攻守兼備、不知火型は激しい攻撃を表すという説が巷間信じられているが、この説に明確な根拠はない。これは10代秀ノ山（元関脇・笠置山勝一）が、昭和初期に北京での皇軍慰問の巡業中、双葉山定次と羽黒山政司の型の違いについて説明を求められたとき、戦時中に相応しい返答をしたものが、後に彦山光三によってもっともらしく広められたものである。池田雅雄は、こうして流布された経緯から「不知火=攻撃型」という虚説を鵜飲みにしてメディアに書くのはナンセンスだと指摘している。また池田は、現役時代の吉葉山に「ワシの不知火型は、攻撃ばかりで邪道だと彦山（光三）氏が言うが、本当か?」と心配げに質問されたことがあり、そのいわれはまったくタワイのないことから出たのだと、秀ノ山の話を伝えて「邪道でない」と説明し、安心させたことを明かしている。
実際、こうした流布が戦後そのまま定着しており、マスコミにおいても特に不知火型の横綱が誕生するたび、雲龍型との差異を解説する意味でこうした報道がされる傾向にある。「せり上がりの違いで、雲龍型は左ワキ腹に手を当てて守りを、右手を広げることで攻めを表し、不知火型は両手を広げることで激しい攻撃を表す」といった紋切り型の説明がなされることが多い。たびたび専門誌ではこの誤りを指摘することがあるものの、2017年に雲龍型である稀勢の里が昇進した際にも報道においてこの種の説明がされており、虚説の流布に一役買っているのが実態である。

## 奉納土俵入り

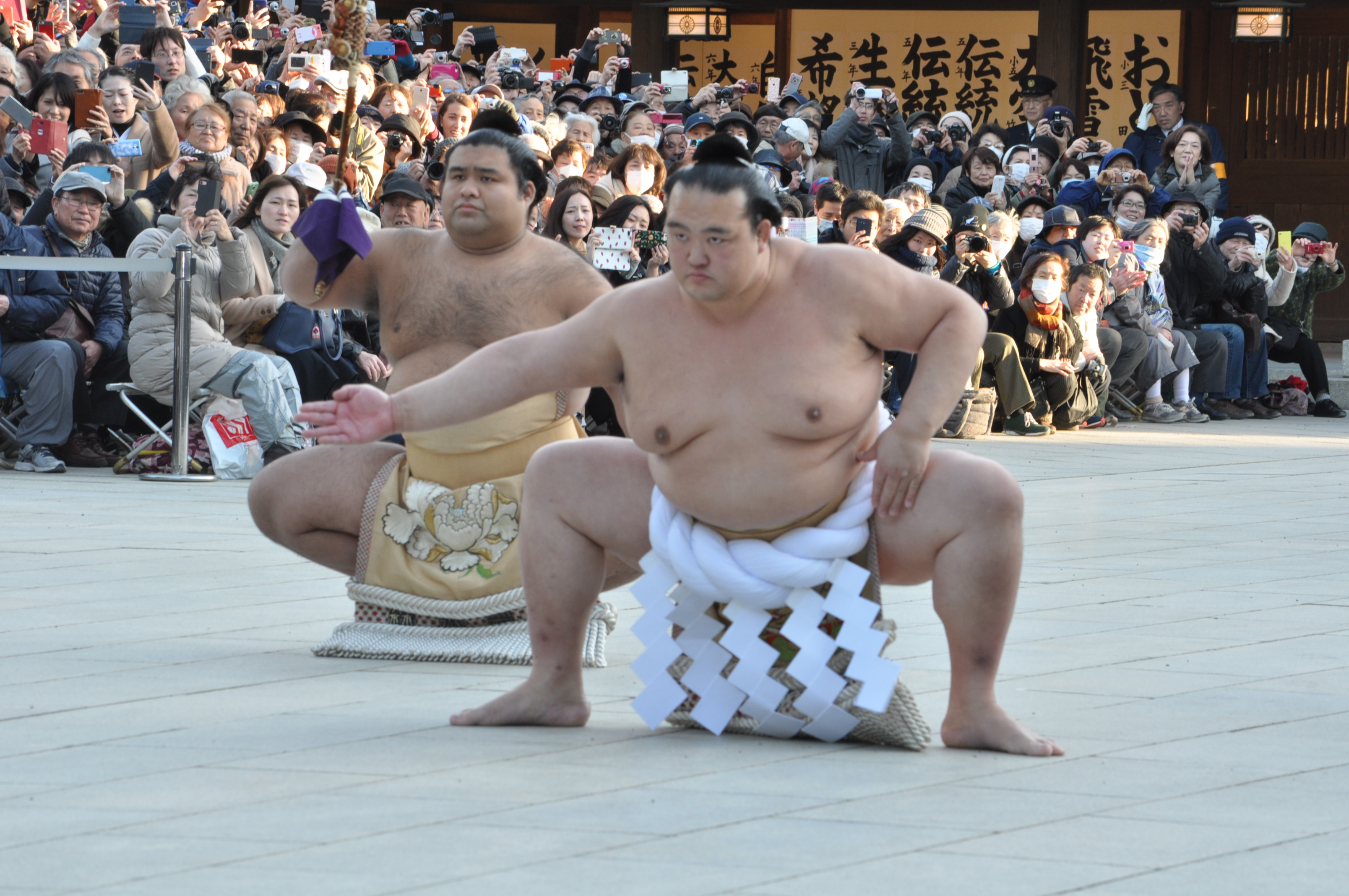
雲龍型による奉納土俵入り（稀勢の里寛）

横綱に推挙された後その土俵入りを初めて披露するのが横綱推挙式と共に明治神宮で行われる奉納土俵入りである。奉納土俵入りは毎年の正月に同じく明治神宮で行われる他、例年春巡業で組まれている伊勢神宮の神宮奉納大相撲、出雲大社や靖国神社など神社施設、或いは国家関連の行事・イベントなどでも執り行われる。
新横綱誕生の際には、横綱力士碑のある富岡八幡宮や野見宿禰神社への奉納土俵入りと、横綱碑への刻名式も行われる。

## 土俵開き
相撲部屋が新設される、あるいは既存の部屋でも移転などにより新築されると、稽古土俵完成に合わせて現役の横綱が呼ばれて土俵入りを披露して土俵開きを祝う慣習がある。一門内に横綱がいればもちろんそちらが呼ばれるが、いない場合は門外の横綱でも構わない。例えば立浪部屋（当時立浪一門本家）が移転完成した際には当時現役だった朝青龍（高砂一門）が呼ばれ土俵入りを披露している。幕内力士のいない部屋であれば露払いと太刀持ちも当然呼ばれるが、いる部屋であれば自分の部屋の力士（1人しか幕内がいない部屋では片方）を使うので、普段とは違う顔ぶれの土俵入りとなる。
ただし、土俵開きした部屋の師匠が喪に服している期間と重なった場合は土俵入りをしないこととなっているので横綱が呼ばれることも無い。

## 引退相撲における横綱土俵入り
元横綱が引退相撲を行う際に、断髪式の前に最後の横綱土俵入りを行う。この時は露払いと太刀持ちも現役の横綱が務め、ともに綱を締めることが原則である。開催時に横綱が2人いない、もしくは前場所に休場という場合には、大関や、同じ部屋・同じ一門の力士を充てることもある。
下記に、引退相撲における横綱土俵入りにおける露払いと太刀持ちの一覧を記す。
| 四股名                 | 年寄名跡         | 開催時           | 露払い                      | 太刀持ち                    | 備考                                                                       |
| ---------------------- | ---------------- | ---------------- | --------------------------- | --------------------------- | -------------------------------------------------------------------------- |
| 第19代・常陸山谷右エ門 | 5代出羽海        | 1914年5月場所後  | 横綱・梅ヶ谷                | 横綱・太刀山                |                                                                            |
| 第20代・梅ヶ谷藤太郎   | 11代雷           | 1915年6月場所後  | 横綱・鳳                    | 横綱・太刀山                |                                                                            |
| 第21代・太刀山峯右エ門 | 7代東関          | 1918年1月場所後  | 横綱・鳳                    | 横綱・大錦                  |                                                                            |
| 第27代・栃木山守也     | 8代春日野        | 1926年1月場所後  | 横綱・西ノ海                | 横綱・常ノ花                |                                                                            |
| 第34代・男女ノ川登三   | 一代男女ノ川     | 1942年1月場所後  | 横綱・羽黒山                | 横綱・双葉山                |                                                                            |
| 第35代・双葉山定次     | 12代時津風       | 1946年11月場所後 | 横綱・照國                  | 横綱・羽黒山                |                                                                            |
| 第37代・安藝ノ海節男   | 8代不知火        | 1947年6月場所後  | 横綱・照國                  | 横綱・羽黒山                |                                                                            |
| 第39代・前田山英五郎   | 4代高砂          | 1950年5月場所後  | 横綱・東富士                | 横綱・羽黒山                |                                                                            |
| 第38代・照國万藏       | 10代荒磯         | 1953年5月場所後  | 横綱・鏡里                  | 横綱・東富士                |                                                                            |
| 第36代・羽黒山政司     | 5代立浪          | 1954年1月場所後  | 横綱・鏡里                  | 横綱・千代の山              |                                                                            |
| 第42代・鏡里喜代治     | 一代鏡里         | 1958年5月場所後  | 横綱・栃錦                  | 横綱・千代の山              |                                                                            |
| 第43代・吉葉山潤之輔   | 一代吉葉山       | 1958年5月場所後  | 横綱・栃錦                  | 横綱・千代の山              |                                                                            |
| 第41代・千代の山雅信   | 11代九重         | 1959年5月場所後  | 横綱・若乃花                | 横綱・栃錦                  |                                                                            |
| 第44代・栃錦清隆       | 9代春日野        | 1960年9月場所後  | 横綱・朝潮                  | 横綱・若乃花                |                                                                            |
| 第46代・朝潮太郎       | 13代振分         | 1961年5月場所後  | 横綱・柏戸                  | 横綱・大鵬                  |                                                                            |
| 第45代・若乃花幹士     | 10代二子山       | 1961年9月場所後  | 横綱・柏戸                  | 横綱・大鵬                  |                                                                            |
| 第49代・栃ノ海晃嘉     | 9代中立          | 1967年5月場所後  | 横綱・柏戸                  | 横綱・大鵬                  |                                                                            |
| 第50代・佐田の山晋松   | 9代出羽海        | 1968年5月場所後  | 前頭7・福の花               | 前頭11・海乃山              | 横綱柏戸・大鵬ともに休場のため、福の花・海乃山（佐田の山と同部屋）が担当。 |
| 第47代・柏戸剛         | 7代鏡山          | 1970年1月場所後  | 横綱・玉の海                | 横綱・北の富士              |                                                                            |
| 第48代・大鵬幸喜       | 一代大鵬         | 1971年9月場所後  | 横綱・北の富士              | 横綱・玉の海                |                                                                            |
| 第53代・琴櫻傑將       | 12代佐渡ヶ嶽     | 1975年1月場所後  | 横綱・輪島                  | 横綱・北の湖                |                                                                            |
| 第52代・北の富士勝昭   | 12代井筒         | 1975年1月場所後  | 横綱・輪島                  | 横綱・北の湖                |                                                                            |
| 第57代・三重ノ海剛司   | 14代武蔵川       | 1981年5月場所後  | 大関・千代の富士            | 横綱・北の湖                | 横綱若乃花休場のため、大関千代の富士が担当。                               |
| 第54代・輪島大士       | 13代花籠         | 1981年9月場所後  | 横綱・若乃花                | 横綱・北の湖                |                                                                            |
| 第56代・若乃花幹士     | 18代間垣         | 1983年5月場所後  | 横綱・北の湖                | 横綱・千代の富士            |                                                                            |
| 第55代・北の湖敏満     | 一代北の湖       | 1985年9月場所後  | 大関・北天佑                | 横綱・千代の富士            | 横綱隆の里休場のため、大関北天佑（北の湖と同部屋）が担当。                 |
| 第59代・隆の里俊英     | 13代鳴戸         | 1986年5月場所後  | 大関・若嶋津                | 横綱・千代の富士            | 千代の富士が一人横綱のため、大関若嶋津（隆の里と同部屋）が担当。           |
| 第58代・千代の富士貢   | 17代陣幕         | 1992年1月場所後  | 一代旭富士 （横綱・旭富士） | 横綱・北勝海                | 場所を休場・引退した2横綱がそのまま務めた。                                |
| 第62代・大乃国康       | 大乃国（現役名） | 1992年5月場所後  | 前8・隆三杉                 | 前1・三杉里                 | 横綱空位のため、隆三杉・三杉里（大乃国と同門）が担当。                     |
| 第63代・旭富士正也     | 旭富士（現役名） | 1992年9月場所後  | 前16・旭里                  | 小結・旭道山                | 横綱空位のため、旭里・旭道山（旭富士と同部屋）が担当。                     |
| 第61代・北勝海信芳     | 北勝海（現役名） | 1993年1月場所後  | 大関・小錦                  | 横綱・曙                    | 曙が一人横綱のため、大関小錦が担当。                                       |
| 第66代・若乃花勝       | 16代藤島         | 2000年9月場所後  | 横綱・貴乃花                | 横綱・曙                    |                                                                            |
| 第64代・曙太郎         | 曙（現役名）     | 2001年9月場所後  | 大関・武双山                | 横綱・武蔵丸                | 横綱貴乃花休場のため、大関武双山が担当。                                   |
| 第65代・貴乃花光司     | 一代貴乃花       | 2003年5月場所後  | 前2・貴ノ浪                 | 17代藤島 （前15・安芸乃島） | 横綱は武蔵丸・朝青龍が在位も、貴ノ浪・安芸乃島（貴乃花と同部屋）が担当。   |
| 第67代・武蔵丸光洋     | 武蔵丸（現役名） | 2004年9月場所後  | 関脇・雅山                  | 大関・武双山                | 朝青龍が一人横綱のため、雅山・武双山（武蔵丸と同部屋）が担当。             |
| 第68代・朝青龍明徳     | （退職後）       | 2010年9月場所後  | 前6・朝赤龍                 | 大関・日馬富士              | 白鵬が一人横綱のため、朝赤龍・日馬富士（朝赤龍は朝青龍と同部屋）が担当。   |
| 第70代・日馬富士公平   | （退職後）       | 2018年9月場所後  | 横綱・鶴竜                  | 横綱・白鵬                  |                                                                            |
| 第72代・稀勢の里寛     | 16代荒磯         | 2019年9月場所後  | 前12・松鳳山                | 大関・髙安                  | 横綱は白鵬・鶴竜が在位も、松鳳山・髙安（髙安は稀勢の里と同部屋）が担当。   |
| 第69代・白鵬翔         | 13代宮城野       | 2023年1月場所後  | 関脇・豊昇龍                | 大関・貴景勝                | 照ノ富士が一人横綱のため、豊昇龍・貴景勝が担当。                           |
| 第71代・鶴竜力三郎     | 鶴竜（現役名）   | 2023年5月場所後  | 小結・正代                  | 大関・霧島                  | 照ノ富士が一人横綱のため、正代・霧島（霧島は鶴竜と同部屋）が担当。         |

## 引退相撲における横綱土俵入りを実施しなかった横綱
| 四股名               | 年寄名跡                | 開催時   | 露払い | 太刀持ち | 備考                                                      |
| -------------------- | ----------------------- | -------- | ------ | -------- | --------------------------------------------------------- |
| 第32代・玉錦三右エ門 | 6代二所ノ関（二枚鑑札） | （死去） | -      | -        | 1938年12月に現役死。実施不能。                            |
| 第40代・東富士欽壹   | （廃業）                | -        | -      | -        | 1954年10月に引退・7代錦戸襲名も同年12月に廃業。実施せず。 |
| 第51代・玉の海正洋   | （死去）                | -        | -      | -        | 1971年10月に現役死。実施不能。                            |
| 第60代・双羽黒光司   | （廃業）                | -        | -      | -        | 1987年12月に廃業。実施せず。                              |

## 脚註